# Karl-August Fagerholm
Karl-August Fagerholm foi um político finlandês , do Partido Social Democrata da Finlândia.

Nasceu em 1901, em Siuntio (Sjundeå em sueco), e morreu em 1984, em Helsínquia.

Foi Primeiro Ministro da Finlândia em  em 1948-1950, 1956-1957 e 1958-1959.